# Malin Nilsson
Malin Linda Maria Nilsson (* 20. Oktober 1973 in Malmö) ist eine ehemalige schwedische Schwimmerin. Sie gewann eine Silbermedaille bei Schwimmweltmeisterschaften auf der 25-Meter-Bahn und drei Silbermedaillen bei Schwimmeuropameisterschaften auf der 50-Meter-Bahn.

## Sportliche Karriere
Die 1,81 Meter große Malin Nilsson schwamm für den Malmö Kappsimningsklubb.
Nilssons internationale Karriere begann bei den Weltmeisterschaften 1991 in Perth. Ihre beste Einzelplatzierung war der 12. Rang über 400 Meter Freistil. Die schwedische 4-mal-200-Meter-Freistilstaffel mit Malin Nilsson, Malin Gustavsson, Annika Nilsson und Helena Kälvehed belegte den sechsten Platz mit über zehn Sekunden Rückstand auf die drittplatzierten Däninnen. Sieben Monate später siegten die Däninnen bei den Europameisterschaften 1991 in Athen. Fast 15 Sekunden dahinter schlug die schwedische Staffel mit Eva Nyberg, Malin Nilsson, Malin Gustavsson und Helena Kälvehed als Sechste an. Im Jahr darauf bei den Olympischen Spielen in Barcelona belegte Nilsson über 200 Meter Freistil als Vierte des B-Finales den insgesamt zwölften Rang. Einen Tag später schwamm Nilsson ins Finale über 400 Meter Freistil und wurde Siebte. Die 4-mal-100-Meter-Freistilstaffel mit Eva Nyberg, Louise Karlsson, Ellenor Svensson und Malin Nilsson erreichte ebenfalls den siebten Rang.
1993 fanden im August die Europameisterschaften in Sheffield statt. Die deutsche 4-mal-200-Meter-Freistilstaffel gewann mit über fünf Sekunden Vorsprung vor Malin Nilsson, Therese Lundin, Magdalena Schultz und Louise Jöhncke, die ihrerseits über zwei Sekunden vor den drittplatzierten Britinnen das Ziel erreichten. Über 200 Meter Freistil wurde Malin Nilsson Vierte, eine Zehntelsekunde hinter der Britin Karen Pickering auf dem Bronzerang. Ebenfalls Vierte wurde Nilsson über 400 Meter Freistil, hier schlug sie 0,16 Sekunden nach der Norwegerin Irene Dalby an. In der 4-mal-100-Meter-Freistilstaffel dominierten die Deutschen mit 3,64 Sekunden vor Malin Nilsson, Louise Jöhncke, Linda Olofsson und Ellen Svensson, die Russinnen hatten 0,04 Sekunden Rückstand und erhielten Bronze. Zum Abschluss ihrer Wettbewerbe wurde Malin Nilsson Fünfte über 800 Meter Freistil. Im Dezember bei den Kurzbahnweltmeisterschaften 1993 in Palma de Mallorca belegte Nilsson über 400 Meter Freistil den fünften Platz. 1994 bei den Weltmeisterschaften in Rom schied Nilsson bei ihren Einzelstarts vorzeitig aus. Die 4-mal-100-Meter-Freistilstaffel mit Louise Jöhncke, Linda Olofsson, Ellenor Svensson und Malin Nilsson wurde Siebte.
Bei den Europameisterschaften 1995 in Wien trat Nilsson nur in Einzelwettbewerben an. Über 200 Meter Freistil siegte die Deutsche Kerstin Kielgaß mit 0,79 Sekunden vor Nilsson, 0,17 Sekunden dahinter wurden die Dänin Mette Jacobsen und Karen Pickering zeitgleich Dritte. Über 400 Meter Freistil schlug Nilsson 0,22 Sekunden hinter Dalby als Vierte an. Ende 1995 bei den Kurzbahnweltmeisterschaften 1995 in Rio de Janeiro wurden Johanna Sjöberg, Malin Nilsson, Josefin Lillhage und Louise Jöhncke Vierte mit fast zwei Sekunden Rückstand auf die drittplatzierten Australierinnen. Über 400 Meter Freistil erreichte Nilsson als Fünfte das Ziel. 1996 schied Nilsson bei den Olympischen Spielen in Atlanta über 200 Meter Freistil als 24. der Vorläufe aus. Für das Erreichen des B-Finales fehlten ihr 0,85 Sekunden.
Im April des nächsten Jahres war Göteberg Austragungsort der Kurzbahnweltmeisterschaften 1997. Vier Sekunden hinter der chinesischen Staffel und 0,08 Sekunden vor den Australierinnen gewannen Johanna Sjöberg, Josefin Lillhage, Louise Jöhncke und Malin Nilsson die Silbermedaille. 1998 bei den Weltmeisterschaften 1998 schloss sich für Malin Nilsson der Kreis mit einem Vorlaufeinsatz in der 4-mal-200-Meter-Freistilstaffel. Sieben Jahre nach ihrem ersten Weltmeisterschaftsstart in Perth erreichte sie den Endlauf, in dem ihre Kolleginnen den fünften Platz belegten.